# George Bonnamour
Pour les articles homonymes, voir Bonnamour.
George Bonnamour (Paris, 20 février 1866 - Neuilly-sur-Seine, 22 février 1954), aussi connu sous le nom de Georges Bonnamour, est un journaliste, écrivain et homme politique français.

## Biographie

### Carrière littéraire
George Bonnamour naît le 20 février 1866 (ou 1868). 
Après des études classiques, il rentre à l'École des langues orientales, puis se consacre aux lettres. Il collabore activement aux revues littéraires La Plume puis La Revue indépendante où il acquiert une certaine renommée dans les milieux de la jeune littérature.
Membre de la Société des gens de lettres, il publie avec un ami — sous les noms de Gaston et Jules Couturat — Songe d'une nuit d'hiver en 1891. Il écrit ensuite les romans Fanny Borat (1891) et Représailles (1892), qu'il adapte en pièce de théâtre pour la Comédie-Parisienne avec un certain succès en 1895. Il publie ensuite deux études de caractères Trois femmes (1893) et Trois hommes (1894). Son livre suivant, Les Trimardeurs (1896), est un roman sur la révolte et les milieux anarchistes, très remarqué par le public. Suivent deux recueils de contes et de nouvelles, La Misère humaine (1897) et La Gloire (1898). 
Ses œuvres paraissent régulièrement dans les pages de grands quotidiens parisiens comme Le Gaulois, Le Figaro, L'Événement ou encore La Liberté.
Il est l'objet d'un des poèmes des Dédicaces de Paul Verlaine.

### Engagement nationaliste

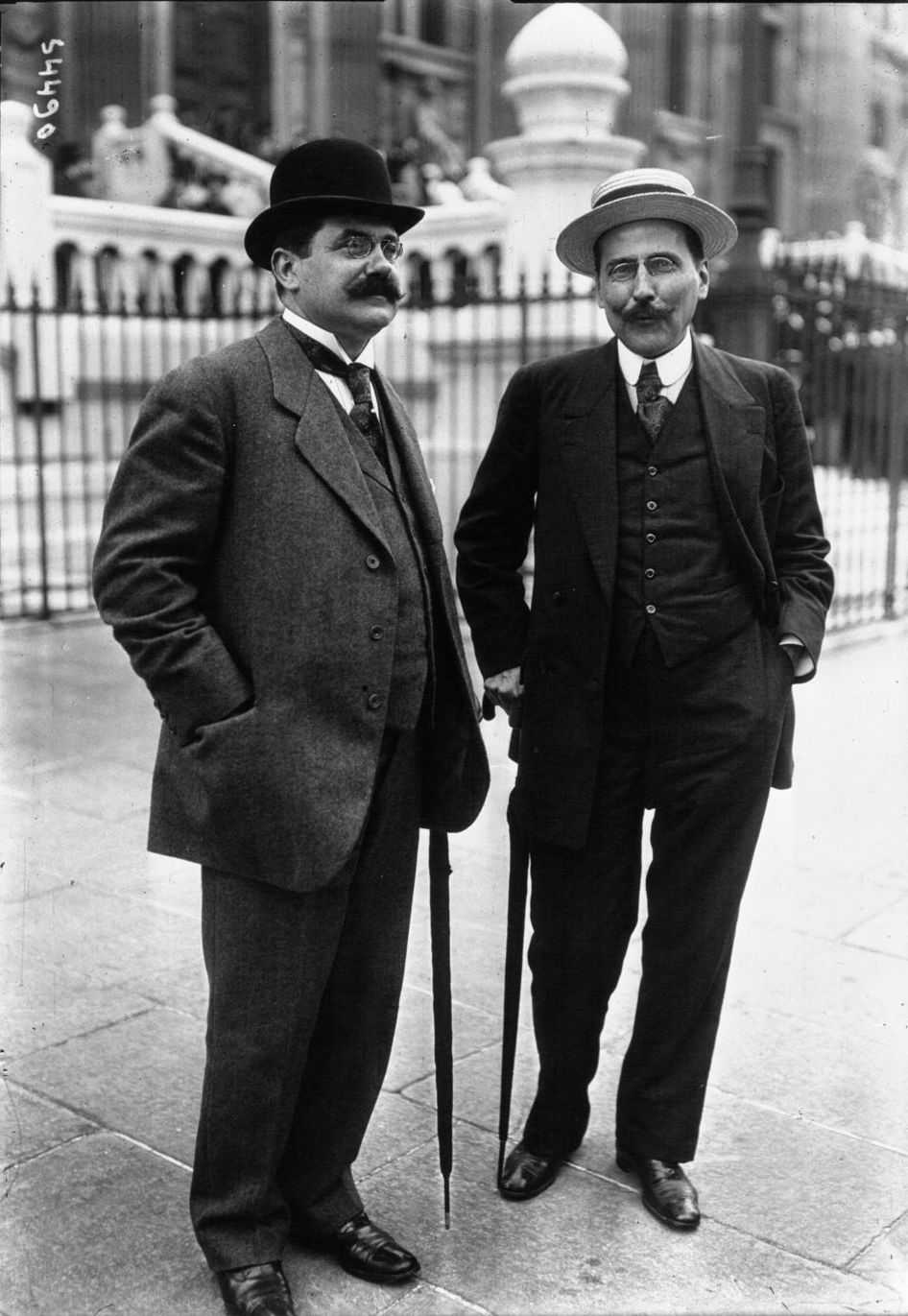
George Bonnamour (à gauche) et M. Quittard au procès d'Henriette Caillaux, en 1914. Photographie par l'agence de presse Meurisse.

Membre de l'Association des journalistes parisiens, il collabore tout d'abord pour La Cocarde de Maurice Barrès en 1894. 
Il est ensuite journaliste pour L'Écho de Paris, au moment où l'Affaire Dreyfus éclate ; sous le pseudonyme de Georges Bec, il couvre le procès d'Émile Zola — mis en cause pour son article J'accuse… ! — puis le procès de Dreyfus à Rennes. De plus, il mène dans les colonnes du journal une vive campagne pour défendre l'honneur l'armée française et s'opposer à la révision de la condamnation de Dreyfus. Il publie deux ouvrages sur l'Affaire : Le Procès Zola (1898) et Étude du bordereau (1899).
En parallèle de ses articles et ses livres, son engagement antidreyfusard le fait adhérer à la Ligue de la patrie française à sa fondation — en décembre 1898 — ; il en devient délégué-général. Il parcourt alors la France pour y donner des conférences. 
Le 23 février 1899, aux funérailles de Félix Faure, Bonnamour est aux côtés de Paul Déroulède quand ce dernier tente d'entraîner le général Roget vers le Palais de l'Élysée.
Aux élections législatives de 1902, Bonnamour se présente dans l'arrondissement de Saint-Claude (Jura) en tant que candidat nationaliste contre le député sortant, Émile Cère, du Bloc des gauches. Ayant obtenu 3 722 voix au premier tour, il accède au second tour mais est battu par son adversaire à 286 voix (?) contre 7 971.
Curieusement, après la Première Guerre mondiale, il publie des poèmes dont certains sont illustrés par Séverin Rappa, un ancien anarchiste dreyfusard.